# Liste der Wappen im Landkreis Barnim
Diese Liste zeigt die Wappen der Ämter, Städte und Gemeinden sowie Wappen von ehemals selbständigen Gemeinden und aufgelösten Landkreisen im Landkreis Barnim in Brandenburg.

## Landkreis
| Landkreis | Wappen                        | Kommentare |
| --------- | ----------------------------- | --- |
| Barnim    | Wappen des Landkreises Barnim | Genehmigt am 17. Oktober 1995 durch den Innenminister des Landes Brandenburg. „Geviert von Silber (Feld 1 und 4) und Rot (Feld 2 und 3); oben ein wachsender, golden bewehrter Adler in verwechselten Farben mit goldenen Kleestengeln auf den Flügeln.“ |

## Ämter
| Amt                        | Wappen | Kommentare |
| -------------------------- | ------ | --- |
| Biesenthal-Barnim          |        | Genehmigt am 11. August 1994 durch den Innenminister des Landes Brandenburg: „In Gold über einem durchbrochenen grünen Achtberg als Schildfuß, rechts eine aus diesem herauswachsende begrannte grüne Ähre mit einem Halm, links ein gestürztes grünes Lindenblatt. Aus diesem erwächst ein roter Adler.“ |
| Britz-Chorin-Oderberg      |        | Das Amt Britz-Chorin-Oderberg führt kein eigenes Wappen. Die Hauptsatzung des Amtes Britz-Chorin-Oderberg führt lediglich das Dienstsiegel mit dem Landeswappen als Siegelbild. |
| Joachimsthal (Schorfheide) |        | Das Amt Joachimsthal (Schorfheide) führt kein eigenes Wappen. Die Hauptsatzung des Amtes Joachimsthal (Schorfheide) führt lediglich das Dienstsiegel mit dem Landeswappen als Siegelbild. |

## Städte und Gemeinden
Folgende Gemeinden führen kein Wappen:
| - Althüttendorf - Breydin - Chorin - Hohenfinow | - Liepe - Lunow-Stolzenhagen - Melchow | - Niederfinow - Rüdnitz - Sydower Fließ - Ziethen |

| Stadt oder Gemeinde      | Wappen | Kommentare |
| ------------------------ | ------ | --- |
| Gemeinde Ahrensfelde     |        | Genehmigt am 15. Februar 2007 durch den Innenminister des Landes Brandenburg. Entwurf: Frank Diemar. „In Grün eine gestürzte, eingebogene und silbern-rot geschachte Spitze, überdeckt von fünf wachsenden, zur Garbe gebundenen goldenen Kornähren.“ |
| Stadt Bernau bei Berlin  |        | Genehmigt am 30. Juni 1992 durch den Innenminister des Landes Brandenburg. „In Silber auf grünem Rasen ein sich teilender grüner Eichbaum mit goldenen Früchten, darüber schwebend der brandenburgische Adler mit Bewehrung und Kleestengeln in Gold, vor dem Stamm ein schreitender schwarzer Bär mit roter Zunge und Bewehrung.“ |
| Stadt Biesenthal         |        | Genehmigt am 21. Juli 1994 durch den Innenminister des Landes Brandenburg. „In Silber eine bezinnte und gequaderte rote Burg zwischen deren zwei bezinnten, mit spitzen, geschindelten Dächern und je vier schwarzen Fenstern versehenen Türmen ein goldbewehrter roter Adler schwebt. Im offenen goldenen Torbogen erscheint ein aufgezogenes schwarzes Fallgatter.“ |
| Gemeinde Britz           |        | Genehmigt am 24. August 2005 durch den Innenminister des Landes Brandenburg. „In Grün auf goldenem Boden zwei verschränkte goldene Birkenschösslinge, unten überdeckt von zwei schwebenden, schräggekreuzten silbernen Sensen.“ |
| Kreisstadt Eberswalde    |        | Das aktuell gültige Wappen wurde auf Grund des Paragrafen 11 der Städteordnung für die östlichen Provinzen vom 30. Mai 1853 unter Zustimmung der Stadtverordnetenversammlung per Ortsstatut vom Magistrat der Stadt Eberswalde am 24. September 1928 festgelegt. Das preußische Staatsministerium hat die Genehmigung zur Führung des Wappens am 13. August 1928 erteilt. Bestätigt am 24. August 1993 durch den Innenminister des Landes Brandenburg. „In Silber eine belaubte bewurzelte grüne Eiche mit goldenen Früchten, in deren Krone ein goldbewehrter, mit goldenen Kleestengeln belegter roter Adler schwebt. Dem Stamm zugewandt steht jederseits ein schwarzer Wildschweineber mit goldenen Hauern und Rückenborsten.“ |
| Gemeinde Friedrichswalde |        | Genehmigt am 12. November 1997 durch den Innenminister des Landes Brandenburg. „Von Gold und Schwarz geteilt, oben ein durchgehender schwarzer Flechtzaun, unten ein linksgewendeter goldener Holzschuh.“ |
| Stadt Joachimsthal       |        | „In Silber ein sitzender, gekrönter, roter Adler, randumlaufend ist ein Laubkranz dargestellt.“ |
| Gemeinde Marienwerder    |        | Genehmigt am 12. November 1997 durch den Innenminister des Landes Brandenburg. „In Silber auf blauem Wellenschildfuß ein linksgewendetes rotes Segelboot mit silbern-befensterter Kajüte, blauem Segel, belegt mit einer silbernen Garnspule, und rotem Wimpel an der schwarzen Mastspitze.“ |
| Stadt Oderberg           |        | Genehmigt am 16. März 1993 durch den Innenminister des Landes Brandenburg. „In Silber über grünem Schildfuß eine bezinnte, gequaderte, dreitürmige rote Burg mit schwarzem Tor und geöffneten goldenen Torflügeln. Über den mit je einem schwarzen Fenster versehenen Türmen schwebt ein roter goldbewehrter Adler.“ |
| Gemeinde Panketal        |        | Genehmigt am 12. April 2005 durch den Innenminister des Landes Brandenburg. Entwurf: Frank Diemar. „In Grün eine durchgehende goldene Steinbrücke unter deren Bogen ein linksgewendeter, schwarz-bewehrter silberner Schwan auf goldenen Wellen schwimmt; drauf eine silberne Eiche mit goldenen Eicheln, rechts vom Stamm begleitet von einem goldenen Wagen- und links von einem goldenen Eisenbahnrad.“ |
| Gemeinde Parsteinsee     |        | Genehmigt am 22. Juni 2004 durch den Innenminister des Landes Brandenburg. „Schräggeteilt von Gold über Blau, oben zwei schwarze begrannte Ähren, davon die linke außen mit einem geknickten Halm, unten zwei versetzt übereinander linkshin schwimmende silberne Fische.“ |
| Gemeinde Schorfheide     |        | Genehmigt am 21. August 2007 durch den Innenminister des Landes Brandenburg. Entwurf: Frank Diemar. „Von Grün und Gold schräglinksgeteilt über einem verkleinerten blauen Wellenschildfuß, belegt an der Teilungslinie vorne von einer halben goldenen Baumscheibe und hinten von einem halben schwarzen Mühlrad.“ |
| Gemeinde Wandlitz        |        | Genehmigt am 13. Dezember 2007 durch den Innenminister des Landes Brandenburg. „Von Blau und Gold zinnenförmig durch eine linke Flanke gespalten, vorne ein goldenes Seeblatt.“ |
| Stadt Werneuchen         |        | Genehmigt am 10. August 2001 durch den Innenminister des Landes Brandenburg. Entwurf: Frank Diemar. „Unter grünem Schildhaupt, belegt mit einem silbernen Doppelsturzsparren, in Silber auf grünem Boden eine grüne Linde.“ |

## Ehemalige Städte und Gemeinden sowie historische Wappen
| Ort | Wappen | Kommentare |
| --- | ------ | --- |
| Ahrensfelde Im Jahr 1992 schlossen sich die Gemeinden Blumberg, Ahrensfelde, Lindenberg, Eiche und Mehrow zu einem Verwaltungsverbund zusammen. Am 13. Juli 1992 erteilte der Minister des Innern des Landes Brandenburg seine Zustimmung zur Bildung des Amtes Ahrensfelde/Blumberg. Als Zeitpunkt des Zustandekommens des Amtes wurde der 31. Juli 1992 festgelegt. Das Amt hatte seinen Sitz in der Gemeinde Ahrensfelde. Nach einer Bekanntmachung des Ministeriums des Innern des Landes Brandenburg vom 7. Juni 2002 wurde die Eingliederung der Gemeinde Mehrow in die Gemeinde Ahrensfelde genehmigt. Der Zusammenschluss wurde aber erst zum Zeitpunkt der nächsten landesweiten Kommunalwahlen (= 26. Oktober 2003) rechtswirksam. Am 26. Oktober 2003 wurde aus den Gemeinden Ahrensfelde, Blumberg, Eiche und Lindenberg die neue Gemeinde Ahrensfelde-Blumberg gebildet. Das Amt Ahrensfelde/Blumberg wurde aufgelöst, die Gemeinde Ahrensfelde-Blumberg amtsfrei. Zum 1. Oktober 2004 wurde der Name der Gemeinde in Ahrensfelde geändert. |        | |
| Gemeinde Ahrensfelde bis 2003 |        | Entwurf: Frank Diemar. „In Grün jeweils golden eine Sense, vier Getreidehalme und eine Harke garbenweise gestellt und durch ein goldenes Band mit flatternden Enden zusammengehalten.“ |
| Ortsteil Blumberg |        | Wappenführung seit 2006. Entwurf: Frank Diemar. „Das Wappen ist mit einem silbernen Faden in Grün und Rot geteilt. Oben wachsen vier goldene Blumen aus dem zum Berg gewölbten Schildfuß. Im Schildfuß liegen zwei gekreuzte silberne Schlüssel mit einer Vierpassreite, deren Bärte mit Kreuzeinschnitt nach rechts zeigen.“ |
| Gemeinde Eiche |        | Genehmigt 2000. Entwurf: Frank Diemar. „In Grün ein goldener Eichenzweig mit fünf goldenen Blättern und fünf silbernen Eicheln.“ |
| Gemeinde Mehrow |        | Genehmigt 2002. Entwurf: Frank Diemar. „Der rot-weiße schmale Schrägbalken mit Spickelschnitt teilt das Wappen in Gold mit schwarzer Egge und in Grün mit einer goldenen Trappe.“ |
| Lunow-Stolzenhagen Zum 1. März 2002 schlossen sich die beiden Gemeinden Lunow und Stolzenhagen zur neugebildeten Gemeinde Lunow-Stolzenhagen zusammen. |        | |
| Gemeinde Stolzenhagen |        | „Eine goldene, zweiturmige, bezinnte Burg in Blau über grünem, mit zwei goldenen Wellenstabbalken belegtem Berg. Oben eine goldene Biene.“ |
| Panketal Die Gemeinde Panketal entstand am 26. Oktober 2003 aus dem Zusammenschluss der bis dahin selbstständigen Gemeinden Schwanebeck und Zepernick. Die amtsfreie Gemeinde ist Rechtsnachfolger des Amtes Panketal, das am 2. September 1992 gegründet und im Zuge der Brandenburger Gemeindegebietsreform am 26. Oktober 2003 wieder aufgelöst wurde. Es bestand aus den Gemeinden Schönow, Ladeburg, Börnicke, Rüdnitz, Lobetal, Zepernick und Schwanebeck.: |        | |
| Gemeinde Zepernick |        | „In Silber eine einbogige durchgehende rote Steinbrücke, darunter blaue Wellen, darauf eine grüne Eiche mit goldenen Eicheln, rechts vom Stamm begleitet von einem roten Wagen- und links von einem roten Eisenbahnrad.“ |
| Schorfheide Im August 1992 bildeten die eigenständigen Gemeinden Lichterfelde, Eichhorst, Finowfurt und Werbellin das Amt Barnim-Nord, das am 30. Dezember 1997 in die neue Gemeinde Finowfurt (mit den Ortsteilen Lichterfelde, Eichhorst, Finowfurt und Werbellin) umgewandelt wurde. Zum 26. Oktober 2003 schlossen sich die beiden Gemeinden Finowfurt (inklusive der ehemaligen, zwischenzeitlich eingegliederten Gemeinde Altenhof) und Groß Schönebeck zur neugebildeten Gemeinde Schorfheide zusammen. |        | |
| Gemeinde Groß Schönebeck |        | |
| Gemeinde Lichterfelde |        | |
| Wandlitz Zum 26. Oktober 2003 schlossen sich Basdorf, Schönwalde, Schönerlinde, Stolzenhagen, Klosterfelde, Zerpenschleuse, Prenden und Lanke mit Wandlitz zur neugebildeten Gemeinde Wandlitz zusammen. |        | |
| Gemeinde Basdorf |        | Entwurf: Frank Diemar. |
| Gemeinde Schönerlinde |        | |
| Gemeinde Schönwalde |        | |
| Gemeinde Stolzenhagen |        | |
| Gemeinde Wandlitz bis 2003 |        | |
| Werneuchen Zum 31. Dezember 2001 wurde die Gemeinde Weesow des Amtes Werneuchen in die Stadt Werneuchen eingegliedert. Zum 26. Oktober 2003 schlossen die Gemeinden Hirschfelde, Krummensee, Schönfeld, Seefeld, Tiefensee und Willmersdorf des Amtes Werneuchen mit der bisherigen Stadt Werneuchen zur neugebildeten amtsfreien Stadt Werneuchen zusammen. Diese ist Rechtsnachfolgerin Amtes Werneuchen. |        | |
| Gemeinde Hirschfelde |        | |
| Gemeinde Krummensee |        | |
| Gemeinde Tiefensee |        | |